# 초식계
초식계(일본어: 草食系, 영어: herbivore men, grass-eater men)는 일반적으로 남성에 대한 유형을 나타내는 조어이다. 초식 동물과 이미지가 맞다고 생각되는 사람들을 가리키는 데 사용한다. 반대어는 육식계이다. 매스미디어에서 초식계에 관한 용어가 사용된 첫번째 예는 2006년 10월에, 칼럼니스트 후카사와 마키가 《닛케이 비즈니스》 온라인 판에 연재하고 있던 〈U35 남자 마케팅 도감〉에서 초식남자(草食男子)로 명명된 것이다. 그리고 약 2년 후 2008년에 여성 패션 잡지 〈non-no〉(2008년 4월 5일 발매 호)에서 초식남자 특집이 게재되어 큰 반향을 일으켰다. 초식계 남자의 정의는 논자에 따라서 다르나, 대체적으로 연애에 관심이 없는 남성을 의미한다.

## 같이 보기
- 마케이누